# Duras (Belgique)
Pour les articles homonymes, voir Duras.
Duras est une section de la ville belge de Saint-Trond située en Région flamande dans la province de Limbourg. C'était une commune à part entière avant la fusion des communes de 1977. Avant de devenir une section de Saint-Trond lors de la fusion des communes de 1977 les communes de Gorsem, Runkelen et Wilderen furent annexées lors de la fusion des communes de 1971.

## Démographie

### Évolution démographique: Avant la fusion des communes
- Sources : INS, Rem. : 1831 jusqu'en 1970 = recensements

### Évolution démographique de la commune fusionnée
Graphe de l'évolution de la population de la commune. Les données ci-après intègrent les anciennes communes dans les données avant la fusion de 1971.
- Sources : INS, Rem. : 1831 jusqu'en 1970 = recensements, 1976= nombre d'habitants au 31 décembre.

## Patrimoine
- Château de Duras